# RDA (Avatar)
La RDA (Resources Development Administration) è un'organizzazione immaginaria e la più grande e importante organizzazione non governativa dell'universo di Avatar.

## Storia
L'RDA nasce all'inizio del XXI secolo come una piccola azienda della Silicon Valley creata grazie ai soldi che i due fondatori presero in prestito da amici e parenti. Nei primi decenni di attività crebbe tuttavia molto rapidamente, fondando centinaia di fabbriche orbitanti attorno alla Luna, a Marte e alla fascia degli asteroidi. Sempre in questo periodo l'RDA costruì la rete di treni a levitazione magnetica che connette ogni angolo della Terra. Dopo la scoperta di Pandora, l'ICA (Interplanetary Commerce Administration) assegnò all'RDA il diritto perpetuo di sfruttamento commerciale del satellite, vietando tuttavia l'uso di armi di distruzione di massa e ponendo restrizioni alla produzione di armi nello spazio. Le prime spedizioni dell'RDA su Pandora e la costruzione dell'ISV Venture Star (che da sola costò quasi l'intero capitale aziendale) portarono l'azienda sull'orlo della bancarotta, tuttavia le straordinarie risorse su Pandora compensarono adeguatamente il costo.
In tempi recenti l'RDA è stata oggetto di numerose critiche per il modo di condurre le operazioni su Pandora, in particolare nei rapporti con la popolazione indigena del pianeta conosciuta con il nome di Na'vi.

## Attività su Pandora
A causa dell'incredibile varietà di flora su Pandora, quasi ogni pianta sul satellite ha un possibile utilizzo per la produzione di vaccini, biocarburanti, cosmetici e rimedi naturali: ad esempio la Capsulatum Virgatum, una pianta che accumula dentro di sé gli isotopi radioattivi del gas xeno, è studiata dall'RDA come mezzo di purificazione del terreno in seguito a dei test nucleari.
Il vero motivo della permanenza umana sul satellite è tuttavia l'unobtanium, un minerale che, per la sua proprietà di essere un superconduttore a temperatura ambientale, è venduto a 20 milioni di dollari al chilo grezzo, il doppio se raffinato. Pertanto l'unobtanium è un'attività estremamente redditizia per l'RDA. Le sue numerose applicazioni, fra cui i treni a levitazione magnetica e della stessa ISV Venture Star, rendono inoltre l'unobtanium un possibile rimedio definitivo alla crisi energetica che colpisce la Terra da molto tempo.

## Mezzi

Forze militari della SecOps su Pandora.

La Security Operation, abbreviato in SecOps, è la forza militare privata dell'RDA finalizzata alla difesa e alla sicurezza dei mezzi, delle strutture e dei lavoratori dell'azienda. Reclutate fra i soldati di vari eserciti terrestri, le forze della SecOps includono notevoli mezzi aerei e terrestri, soldati semplici, soldati specializzati, medici e forze speciali. Nonostante il divieto di usare armi di distruzione di massa, la SecOps è più che in grado di reggere il confronto con molti eserciti governativi terrestri.
Invece dei più recenti armamenti ferromagnetici, su Pandora la SecOps utilizza un arsenale composto prevalentemente di armi di terza generazione, ovvero armi che sparano comuni proiettili a carica esplosiva, che si sono rivelati sorprendentemente efficaci.

### Mezzi impiegati su Pandora

#### Equipaggiamento generale

##### Exopack
Essendo l'aria di Pandora nociva per gli umani, l'Exopack ha la funzione di rendere l'aria del pianeta respirabile, filtrando diversi gas tossici, ricavandone l'ossigeno.

#### Armi da fuoco

##### SN-9 Wasp
Un classico revolver prodotto dalla Masa-Cirre in calibro 9 millimetri Sabot ad alta velocità al quale è possibile agganciare diversi sistemi di puntamento come mirini infrarossi con sensori di movimento oppure sistemi di mira stabilizzati a giroscopio, precisi fino a 135 m. La posizione della camera di scoppio dietro al centro di gravità consente alla canna di avere il proprio centro sopra all'impugnatura, migliorando così l'equilibrio dell'arma. Quest'arma viene spesso acquistata privatamente dai soldati quando l'equipaggiamento di ordinanza non è sufficiente per le operazioni. L'SN-9 Wasp ha l'affidabilità e la semplicità di un revolver e la potenza necessaria a far soccombere il nemico più corazzato.
È utilissima su Pandora, dove molti animali pericolosi sono di notevoli dimensioni e non possono essere abbattuti con le armi leggere d'ordinanza dell'RDA.

##### Pistola RDA
Questa pistola semiautomatica in calibro 8 mm prodotta dalla Hirte and Fahl è l'arma d'ordinanza del personale di sicurezza su Pandora.

##### Unità CARB
Il sistema di armamenti CARB (Cellular Ammunition Rifle Base, ossia base cellulare per fucili e munizioni), è un sistema modulare per piccole armi destinato alla fanteria e agli eserciti privati. È costruito attorno all'unità CARB, un fucile d'assalto in configurazione Bullpup ovvero con otturatore, sistema di scatto, e caricatore dietro al grilletto, che consente di aumentere in lunghezza le dimensioni della canna mantenendo la lunghezza complessiva dell'arma di molto inferiore rispetto ad un normale fucile e quindi guadagnare spazio nella parte anteriore per potervi agganciare in modo rapido innumerevoli accessori.
L'arma può assumere diversi assetti: SMG (Submachine gun) ovvero la versione corta per il pattugliamento intra-perimetrale, oppure la versione standard con canna allungata alla quale è anche possibile agganciare un cannoncino da 20mm. Seppur non sia mai stata adottata ufficialmente da nessun esercito terrestre è stata largamente utilizzata soprattutto da forze speciali ed eserciti privati.
Di grande adattabilità, semplicità e innovativa per il sistema di stoccaggio delle munizioni: i proiettili vengono posti in file orizzontali con il risultato che il caricatore è in grado di contenere 80 colpi (contro i 30 dei normali fucili d'assalto).

##### Fucile a pompa CARB
Ottimo come misura estrema di difesa o per il fuoco di copertura, il fucile a pompa CARB ha una vasta gamma di tipi di munizioni da 20mm, come granate a getto d'aria, granate HEI (High Explosive Incendiary), proiettili anticarro, proiettili flèchette (dardi metallici), munizioni a grappolo, cartucce a pallettoni e altre.

##### Bush Boss FD-11/3
Questo lanciafiamme a fiamma chimica della Bush Boss viene prevalentemente utilizzato per la defoliazione del sottobosco di Pandora. La versione FD-11 è la più grande (1828 mm) destinata ad essere utilizzata in combinazione con l'AMP suit; la versione più piccola, l'FD-3 è lunga poco più di un metro ed è utilizzabile senza l'ausilio dell'esoscheletro.

##### Mitragliatrice leggera GS-221
Il GS-221 è una mitragliatrice calibro. 30 (7,62/varie come Full Metal Jacket, anticarro, traccianti, ecc.) destinata ad armare il Tiltrotor Samson o per il supporto tattico.
Viene prodotta dalla IBSF Protection Solutions, una multinazionale con sede a Stoccarda, in Germania. L'azienda produceva solo accessori tattici e si chiamava Protection Solutions ma ha poi cambiato il nome dopo il brevetto della tecnologia che l'ha resa famosa, ovvero l'IBSF: inprinting ballistic solution on firing (soluzione imprinting balistico al momento del fuoco).

##### Granate
Prodotte dalla Matanza Arms Corp, sono composte dallo stesso cappuccio montabile su diversi tipi di cartucce: incendiarie, esplosive, a frammentazione, fumogene, stordenti, ecc..

##### MBS (Modular Belt System)
L'MBS è un mitragliatore pesante a nastro da portello o per il fuoco di soppressione calibro. 50 prodotta dalla Masa-Cirre Ltd.
L'arma può essere utilizzata manualmente o dotata di comando a distanza in tempo reale.
Ha una particolare forma, dato che attorno a tutta la canna ci sono 3 protuberanze per il raffreddamento rapido.

##### MBS-22A
L'MBS-22A è un mitragliatore fisso dotato di sistema autopuntante utilizzato per la difesa perimetrale con fuoco selettivo tramite radiocomando.
L'arma può usare un sistema a tre binari, che può montare fino a tre fusti di munizioni: in questo modo il binario precedente si può raffreddare mentre il secondo spara e così via.

##### GAU 90
Il GAU 90 è un cannone da 30mm che può usare munizioni HEI (High Explosive Incendiary), penetranti o traccianti; è stato progettato per essere utilizzato con l'AMP suit.

#### Mezzi di terra

##### AMP-Suit
L'AMP-Suit, il cui nome ufficiale è MK-6 Amplified Mobility Platform, è un esoscheletro da battaglia alto 4m e largo 1,83m evolutosi durante le guerre della prima metà del XXI secolo fino a raggiungere la forma attuale.
L'AMP è dotato di abitacolo sigillato e pressurizzato, nonché di un sistema interno di respirazione BIBS, che lo hanno reso ideale durante gli scontri sulla Luna e su Marte.

##### ATV
Simile ad una motoslitta, l'ATV è un mezzo dotato di propulsione a cingolo e sterzo su ruote. È equipaggiato con lanciamissili e mitragliatrici, ed è usato dai soldati dell'RDA quando occorre una grande potenza di fuoco in zone ristrette.

##### SWAN
Il GAV (Ground Assault Vehicle, veicolo d'assalto terrestre), meglio noto con il nomignolo di Cigno, è un mezzo d'assalto multifunzione progettato per spostamenti rapidi su terreni accidentati. Simile ad una bassa jeep, è lungo 3,6 m per 1,2  m di larghezza. È dotato di sei ruote motrici, due anteriori e quattro posteriori, e di una postazione d'artiglieria su sedile allungabile che si può estendere fino a tre metri e mezzo come il collo di un cigno; da qui il soprannome. Può essere equipaggiato con varie armi e presenta una corazzatura con leghe leggere che tuttavia non si estendono alla postazione dell'artigliere, esposta e vulnerabile ad attacchi di ogni genere anche da parte di nemici armati di arco e frecce come i Na'vi, motivo per cui è stato anche soprannominato Hellrider. La sua missione ufficiosa su Pandora è attirare e soffocare il fuoco nemico, oltre che fornire un bersaglio mobile meno costoso di un AMP-suit o uno Scorpion. Il modello precedente era chiamato Colomba.
Nel film fa una sola apparizione, durante lo sbarco delle reclute dal Valkyrie.

#### Velivoli
Veicolo Spaziale Interstellare ISV VENTURE STAR
L'RDA riesce a raggiungere il planetoide Pandora grazie a una flotta di navi spaziali di cui la ISV Venture Star rappresenta una delle 10 unità attive all'epoca degli eventi narrati. Struttura complessa e incredibilmente costosa, la Venture Star è un veicolo non idoneo all'atterraggio, composto principalmente da un traliccio progettato a sopportare forze di trazione e compressione che unisce le 6 parti fondamentali della nave, ovvero:
1. Uno scudo Laser
2. 2 capsule posizionate su bracci rotanti.
3. Le camere che contengono l'equipaggio sottoposto a Crio-sonno.
4. Una stazione di cargo a cui sono agganciati 2 velivoli di classe SSTO
5. 4 contenitori sferici per il carburante utile ad alimentare uno dei 3 sistemi di propulsione
6. Un radiatore per motore utile a dissipare il calore generato dalle manovre di decelerazione

L'ISV Venture Star utilizza diversi tipi di propulsione, tutti utilizzati nel corso di un viaggio interstellare tra la Terra e Pandora. La star di Venture sfrutta:
- Due motori materia-antimateria - utilizzati durante le manovre di decelerazione
- Una vela di fotone - utilizzata durante le manovra di accelerazione
- Una fusione di tipo PME (Planetary Maneuvering Engine) - utilizzata per mantenere la struttura in orbita e adatta a lanciare i velivoli classe SSTO

##### Valkyrie
Il velivolo Valkyrie SSTO (Single Stage To Orbit), nome completo TAV-37 B-class shuttlecraft (nome Na'vi: shah-tell), è uno shuttle di dimensioni quadruple rispetto al reale omologo terrestre del ventesimo secolo. Viene utilizzato come mezzo di trasporto cargo e passeggeri in attività transatmosferiche - spostamento dall'orbita pandoriana al centro terrestre dell'RDA - e per voli sul satellite, questi ultimi scomodi e complicati data la stazza dell'aeromobile. È infatti dotato di ali a delta la cui apertura totale è di circa 80 metri ed è lungo complessivamente 101 metri. Il Valkyrie si muove a 130 nodi nella densa atmosfera della luna, ma raggiunge i 35.000 nodi (65.000 km/h) in orbita. Riesce a trasportare 60 soldati e fino a 25 AMP o 25 tonnellate di unobtanium. Scelto per distruggere con dell'esplosivo l'Albero delle Anime, uno di questi velivoli viene distrutto da Jake Sully tramite il lancio di una granata in un motore.

##### Dragon
La Corazzata C-21 Dragon è un velivolo d'assalto quadrimotore a corazzatura leggera, progettato espressamente per distruggere nel modo più rapido possibile qualunque forza nemica terrestre o aerea utilizzando la massima potenza di fuoco non nucleare. Con la sua lunghezza di 41,15  m per 31,7  m di larghezza, il Dragon può caricare fino a trenta soldati con relative attrezzature o alternativamente solo attrezzature, prevalentemente esplosivi, e dieci AMP-suit. A pieno carico raggiunge una velocità di crociera di 220 km/h (120 nodi) e ha un'autonomia di 2000 km, sempre a pieno carico. Il suo armamento principale consiste in un gran numero di lanciamissili e lanciarazzi con diversi tipi di munizioni nelle alette anteriori. Come armamento secondario il Dragon è equipaggiato con otto M61 Vulcan a diversa gittata, sopra e sotto la prua, due in coda e una per ogni lato, armati con munizioni traccianti e codici di identificazione IFF (Identification Friend or Foe), adibiti essenzialmente alla difesa dagli attacchi aerei a causa della mole e della relativa lentezza del velivolo. L'abitacolo è sigillato e pressurizzato, al contrario della zona da carico.
Complessivamente il Dragon è in grado di devastare un'area di 90 km², circa quanto Manhattan, in sei secondi e sulla Terra si è guadagnato la fama di poter colpire il 100% dei nemici, inoltre è ritenuto inattaccabile dalle armi dei Na'vi e dalle creature di Pandora. Per questo, e per essere stato progettato per la massima potenza di fuoco senza utilizzare armi proibite dall'ONU, l'RDA ha ritenuto opportuno dislocarne uno su Pandora. Questo è divenuto il velivolo personale di Quaritch, e reca sull'abitacolo il disegno di un dragone cinese. I Na'vi lo chiamano Kunsip apxa, che significa "grande nave d'assalto", e le stime per cui era inattaccabile alle armi Na'vi si rivelano veritiere finché esso non viene distrutto da Jake Sully durante la battaglia per l'Albero delle Anime, utilizzando tuttavia una granata e uno degli stessi missili del Dragon.

##### Samson
Il Tiltrotor Samson SA-2 è un velivolo bimotore da trasporto impiegato dall'RDA durante le missioni non belliche per la dislocazione di rifornimenti e personale, lungo 15,9 m per 14,99 m di larghezza. Il Samson è dotato di due propulsori a rotore chiuso e armati di lame, ottimali per il volo nelle foreste, che gli permettono di raggiungere a pieno carico una velocità di crociera di 144 nodi (circa 270 km/h) con un'autonomia di 1500 km, oltre che di decollare in verticale. È inoltre equipaggiato con un verricello per carichi pesanti capace di sollevare un intero laboratorio da campo e può trasportare dodici persone oltre al pilota. Il suo armamento, minimo e progettato per la difesa, consiste in una batteria di razzi aria-aria e aria-terra sita sotto la prua, controllata da un sistema di puntamento elettronico, e una postazione di fuoco al portello laterale equipaggiata con una mitragliatrice rotante mobile calibro.50 armata con munizioni anticarro che può sparare da entrambi i lati del velivolo. L'abitacolo è sigillato e pressurizzato, al contrario della zona da carico. I Samson dislocati su Pandora sono inoltre stati rinforzati per resistere alle perturbazioni elettromagnetiche tipiche del satellite.
Un Samson al comando di Trudy Chacon è stato distaccato al Programma Avatar. Lo stesso mezzo è usato da Trudy, Jake, Grace e Norm per fuggire dai Cancelli dell'Inferno ed è schierato con la fazione Na'vi durante la battaglia per l'Albero delle Anime. Viene distrutto dal Dragon di Quaritch, tuttavia questo elicottero permette la vincita dei Na'vi e la fuga dei marines da Hell's gate.

##### Scorpion
Il Vascello AT-99 Scorpion è un velivolo bimotore di classe Mosquito espressamente progettato per situazioni in cui la manovrabilità, l'agilità e la velocità del mezzo sono fondamentali per la riuscita della missione. È lungo 12,2 m per 8,73m di larghezza. Lo Scorpion è dotato di due propulsori a rotore chiuso e con doppia turbina con cui può raggiungere una velocità di crociera di 200 nodi (circa 370 km/h) con un'autonomia di 1200 km, capaci di decollo verticale. Il suo armamento consiste in due mitragliatrici automatiche anteriori calibro.50 e da un gran numero di missili aria-aria e aria-terra montate lateralmente. Entrambi i sistemi d'armamento sono controllati da un sistema computerizzato standard di fuoco automatico e sono dotati di un sistema di collimazione istantanea che garantisce il 98,4% di affidabilità nel colpire bersagli a terra e in aria. L'abitacolo è sigillato e pressurizzato. Gli Scorpion sono stati progettati per volare in atmosfere con una densità del 15% inferiore o superiore e i rotori gemelli possono cambiare l'angolo di rotazione e conseguentemente l'accelerazione, potendo dunque raggiungere la velocità massima di ascensione di 545 metri al minuto.
Lo Scorpion è il principale velivolo militare su Pandora e ha garantito la supremazia RDA dei cieli del satellite. I suoi compiti includono la scorta degli shuttle Valkyrie in arrivo o in partenza da Hell's Gate e il supporto tattico ed aereo alle sortite militari dalla base o alle operazioni minerarie e di disboscamento.

##### Kestrel
L’Aerospatiale SA-9 Kestrel è un velivolo bimotore di nuova generazione, schierato dall’RDA quindici anni dopo gli eventi del primo film. Dopo il ritorno degli umani, diventa il principale mezzo aereo su Pandora. Pur essendo l’erede del precedente Samson assolve anche i compiti dello Scorpion, avendo una grande agilità ed un armamento possente. Nello specifico, è lungo 20,3 metri e ha una velocità massima di circa 235 nodi (453 km/h), ed è armato con due cannoni tripli da 30 mm, due binati da 20 mm, quattro missili Hellfire e due pod per lanciare razzi incendiari; in aggiunta, può anche portare alcune mitragliatrici Hydra addizionali e una squadra di soldati (o di ricombinati). Due di questi velivoli portano il colonnello Quaritch e il suo squadrone verso il covo nascosto di Jake e i Na'vi.

##### SeaWasp
L’AT-101 SeaWasp è anch’esso un velivolo di nuova generazione. È il successore dello Scorpion, ma ancora più leggero e manovrabile, e di conseguenza meno armato. È lungo circa 14 metri e, grazie ai due motori e alle due coppie di rotori, raggiunge una velocità di 284 nodi (526 km/h), mentre l’armamento consiste in un cannone triplo da 30 mm, due lanciarazzi Wafar da 19 proiettili, sedici missili Hellfire e due pod con razzi incendiari (o in alternativa bombe di profondità). Essendo piccolo e piuttosto fragile, viene maggiormente impiegato come scorta ai più grandi Kestrel e Dragon, ma le sue piccole dimensioni lo rendono adatto ad essere imbarcato in mezzi acquatici come il Sea Dragon. Due di questi velivoli sono presenti durante la battaglia finale, ma vengono entrambi abbattuti da Neytiri.

#### Mezzi acquatici

##### Sea Dragon
L’ekranoplano S-76 Sea Dragon è un grande veicolo madre usato dalla marina dell’RDA (detta Cetacean Operations, abbreviata con Cet-Ops) per la caccia ai Tulkun, i grossi cetacei di Pandora dal cui cranio si estrae l’Amrita, un liquido capace di fermare l’invecchiamento umano (e che vale 80 milioni a fiala). È armato con torrette per mitragliatrici Hydra, mortai che lanciano cariche di profondità, armi acustiche e cannoni per sparare arpioni esplosivi, ma il suo ruolo più importante è quello di fungere da nave madre per i motoscafi corazzati Matador e Picador, per i mini sottomarini Mako e per le Crab-suit. È dotato, come il suo omologo aereo, di quattro enormi motori a elica, che lo spingono fino a 130 nodi (circa 200 km/h) e può volare poco sopra la superficie oppure navigare. Lungo circa 121 metri e largo altrettanti, ha un raggio d’azione lunghissimo, fino a migliaia di chilometri. Uno di questi esemplari viene requisito da Quaritch per dare la caccia a Jake e la sua famiglia, ma viene affondato durante la battaglia finale, dopo essere stato gravemente danneggiato.

##### Matador
Il motoscafo corazzato Matador è un’imbarcazione pesante usata dalla Cet-Ops per dare la caccia ai Tulkun. Lungo 15,2 metri e capace di una velocità di 45 nodi (83 km/h), è armato con tre mitragliatrici Hydra, un lanciabombe di profondità e un cannone per arpioni, che può essere caricato automaticamente. A bordo di ogni Sea Dragon è presente un esemplare. Queste unità, che fanno solitamente da guida ai motoscafi Picador, necessitano di un equipaggio poco numeroso (di norma 7 persone), e sono equipaggiate con sonar e radar avanzatissimi per localizzare i Tulkun anche in emersione.
Crab-suit
Le Crab-suit sono dei leggeri mezzi sottomarini a forma di granchio meccanico che si trovano a bordo della Sea Dragon. Sono delle versioni acquatiche delle normali Amp-suit terrestri e anche loro vengono impiegate dalla RDA per la caccia ai Tulkun. Ogni tuta Crab-suit può ospitare al suo interno al massimo una persona che funge da pilota.  

### Sceneggiatura originale del film
- James Cameron, Avatar (PDF), 2009,  p. 151 (archiviato dall'url originale il 15 febbraio 2010).

### Libro
James Cameron's Avatar: An Activist Survival Guide